# Polyhedron (rivista accademica)
Polyhedron è una rivista accademica soggetta a revisione paritaria che pubblica articoli originali in varie aree della chimica inorganica, come sintesi chimica, chimica dei composti di coordinazione, chimica metallorganica, chimica bioinorganica e chimica dello stato solido. La rivista è pubblicata dal 1982, ed è nata dalla fusione di varie riviste di chimica inorganica, tra cui Inorganic and Nuclear Chemistry Letters e Journal of Inorganic and Nuclear Chemistry.
Secondo il Journal Citation Reports la rivista nel 2014 ha ricevuto un impact factor pari a 2,011.